# Partyizanszk
Partyizanszk (Партизанск, 1937-1972 között Szucsan) város Oroszország Tengermelléki határterületén, közigazgatásilag városkörzet, melyhez 4 község tartozik. Területe 1288 km². A Partyizanszkaja (Szucsan) völgyében fekvő szénmedence központja, bányaváros kisebb hőerőművel. Vlagyivosztoktól vasúton 164, országúton 236 km-re fekszik keleti irányban.
Lakossága: 2002-ben 43,7 ezer fő, népsűrűsége 34 fő/km²; lakossága a 2010. évi népszámláláskor 38 659 fő.

## Története
A területen először 1883-ban találtak szenet, ezután kutatásokat folytattak 1888-1893 között. A szénre a Vlagyivosztokban állomásozó flotta ellátásához volt égető szükség. Az első bányásztelepülés 1896-ban létesült Szucsanszkij Rudnyik (Сучанский Рудник) néven és a folyóról kapta a nevét. A bányák szakszerű kiépítése 1900-tól vette kezdetét, amikor Gorlovkából bányászok és bányamérnökök érkeztek. Új bányák sorát nyitották meg 1905-1914 között, a település azonban kaotikusan fejlődött. 1918-1922 között a környéken erős partizántevékenység folyt a japán megszállók ellen (ezért kapta később a Partyizanszk nevet). A bányásztelepülések közigazgatási egyesítésével 1932-ben jött létre Szucsan város. 1933-1937 között a Gamarnik nevet viselte, a Vörös Hadsereg egy vezető komisszárja után (akit 1937-ben a nagy terror során kivégeztek). 1935-ben épült meg az a vasúti szárnyvonal, amely a várost összekötötte Vlagyivosztokkal. 1972-ben kapta mai nevét. 1992-ben lakták a legtöbben (49,9 ezer fő), azóta folyamatos a népesség csökkenése. 2003 októberében a Centralnaja bányában történt bányaszerencsétlenségben öten vesztették életüket.

## Gazdaság
Napjainkban a város gazdaságára még mindig a szénbányászat túlsúlya nyomja rá bélyegét. Viszonylag sokrétű könnyűipara: bőripar, textilipar, sörgyártás, húskombinát. Gyógyszer- és turbinagyár. Lozovij településen (5 km-re délre a várostól) üzemel a Partyizanszki hőerőmű (Partyizanszkaja GRESZ), amely a helyi kőszenet dolgozza fel 1954 óta.